# Нововаганьковский переулок
Нововага́ньковский переу́лок (в 1939—1992 — Переулок Па́влика Моро́зова) — переулок в Центральном административном округе города Москвы на территории Пресненского района. Проходит от Малого Предтеченского переулка до Большого Трёхгорного переулка. Нумерация домов ведётся от Малого Предтеченского переулка.

## Прежние названия
Название Нововаганьковский происходит от находившегося здесь в XVIII веке села Новое Ваганьково. Позже переулок носил названия Большой Никольский и Никольский, по церкви Николая Чудотворца на Трёх горах, стоящей в переулке.
В конце 1920-х годов здание церкви было переоборудовано под клуб, а позднее там разместился дом пионеров имени Павлика Морозова. В 1939 году переулок был переименован из Большого Никольского в улицу Павлика Морозова. В 1992 году переулку было возвращено исконное название.

## Здания и сооружения
По нечётной стороне:

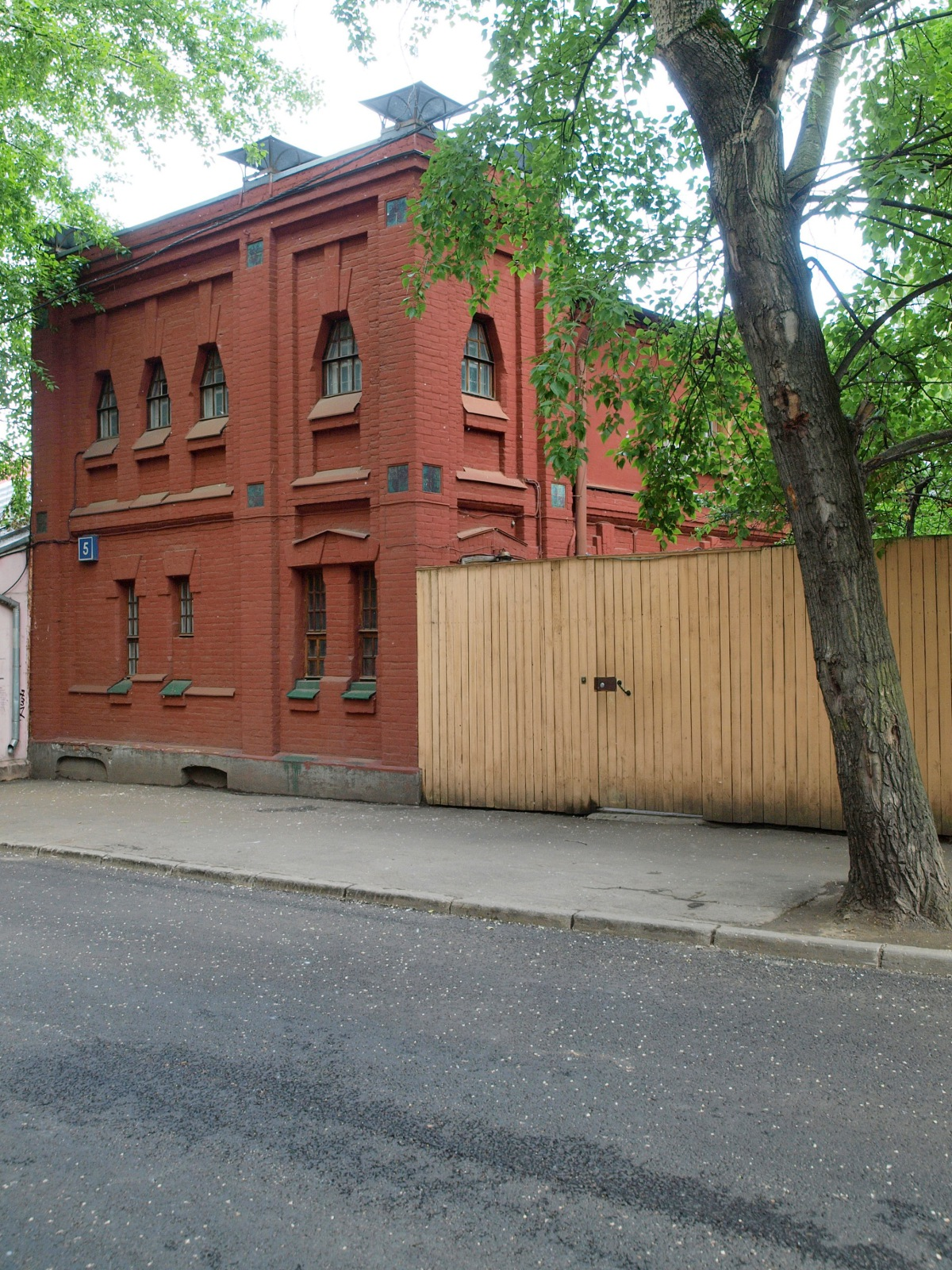
№ 5, стр. 4.

- № 5 — Обсерватория Московского университета (1854, архитектор А. А. Авдеев), памятник истории и культуры. Инициатором создания и руководителем постройки обсерватории являлся профессор Д. М. Перевощиков. Директором обсерватории являлся астроном Ф. А. Бредихин, здесь же несколько лет жил и работал астроном и общественный деятель П. К. Штернберг[3]. Ныне — обсерватория Государственного астрономического института им. П. К. Штернберга.
- № 5, стр. 2 — «Жилой дом для астрономов» (1829-1833 гг., арх. Д.Г. Григорьев, 1840-е гг.) Изначально одноэтажное каменное здание надстроено вторым деревянным этажом.
- № 5, стр. 3 — Дом З.П. Зосия, 1833 г. (арх. Д. Г. Григорьев)
- № 5, стр. 4 — Жилой дом с квартирами для приезжих астрономов (1903, архитектор Д. В. Стерлигов, перестроен в 1908 году архитектором А. С. Гребенщиковым), объект культурного наследия регионального значения[4]. В доме жил астроном С. Н. Блажко[5].
- № 9 — Храм Святителя Николая на Трёх Горах (1860; 1890-е; 1900—1902, архитектор Г. А. Кайзер)[6]

По чётной стороне:
- № 8 — Жилой дом (1905, арх. А. Н. Силаев)[6]
- № 12 — Здание Центрального института прогнозов ГУГМС (1948, архитекторы Дмитриев, Бранденбург, Шкинев; 1969)[6], в настоящее время — Росгидромет
- № 20/6 — на углу Нововаганьковского переулка со Средним Трехгорным в угрожающем состоянии стоит редкий образец нероскошного жилого деревянного дома, выстроенного для секунд-майора А. А. Верещагина ещё в допожарное время. Когда-то по переднему фасу дома проходила нарядная анфилада парадных комнат — кабинет, гостиная с угловыми печами, бальный зал.

## Транспорт
- Станции метро Краснопресненская, Баррикадная, Улица 1905 года

## В кино
- На улице Павлика Морозова жил главный герой фильма Аллы Суриковой «Московские каникулы» Гриша в исполнении Леонида Ярмольника. Часть действия фильма происходит в доме на этой улице и в Обсерватории Московского университета.